# Reimer Krampau
Reimer Krampau, född 1639, död 20 oktober 1688 i Stockholm, var en svensk sångare, musiker och dansare.

## Biografi
Reimer Krampau föddes 1639. Han arbetade som musikant, violist, dansmästare och sångare. Från 1674 till 1688 var han medlen i Kungliga hovkapellet i Stockholm. Krampau avled 1688 i Stockholm och begravdes i Jacobs kyrka.

### Familj
Krampau var gift med Susanna Freischlag. De fick tillsammans sonen musikern Kristian Ludvig Crampo (född 1668).